# Felix Sunzu
Felix Mumba Sunzu (ur. 2 maja 1989 w Chingoli) – zambijski piłkarz grający na pozycji napastnika. Mierzy 173 cm wzrostu. Jest bratem Stophiry Sunzu, także reprezentanta kraju i synem Felixa Sunzu seniora, byłego bramkarza, pochodzącego z Demokratycznej Republiki Konga.

## Kariera klubowa
Karierę piłkarską Sunzu rozpoczął w klubie Afrisport F.C., a następnie został zawodnikiem zespołu Konkola Blades z miasta Chililabombwe. W jego barwach zadebiutował w 2007 roku w rozgrywkach zambijskiej Premier League. Jeszcze w tym samym roku został wypożyczony do tunezyjskiego AS Marsa, a w 2008 roku do francuskiego LB Châteauroux, ale grał w nim jedynie w rezerwach. W 2009 roku ponownie był wypożyczony do Marsy, a w 2010 roku wrócił do Konkoli Blades.

## Kariera reprezentacyjna
W reprezentacji Zambii Sunzu zadebiutował w 2008 roku. Z kolei w 2008 roku powołano go na Puchar Narodów Afryki 2008. Tam był rezerwowym i rozegrał jedno spotkanie, z Kamerunem (1:5).